# Quint Bebi Tàmfil
Quint Bebi Tàmfil (en llatí Quintus Baebius Tamphilus) va ser un magistrat romà. Formava part de la gens Bèbia i era de la família dels Tàmfil. Va ser pretor i ambaixador romà i va intervenir en unes negociacions amb Hanníbal per tal de prevenir la Segona Guerra Púnica.
El senat romà el va enviar el 219 aC junt amb Publi Valeri Flac davant d'Hanníbal que llavors era prop de Sagunt. Després, quan el general va refusar escoltar-lo, va anar a Cartago. L'any 218 aC va anar altre cop com a ambaixador a Cartago.